# Star Trek: Deep Space Nine/Staffel 7
Die siebte Staffel der US-amerikanischen Fernsehserie Star Trek: Deep Space Nine wurde in den USA zwischen September 1998 und Juni 1999 erstmals ausgestrahlt, in Deutschland von September 1999 bis März 2000 auf Sat.1. Mit ihr endete die Serie nach insgesamt 176 Episoden.

## Episoden und Erstausstrahlung
| Nr. (ges.) | Nr. (St.) | Deutscher Titel                        | Originaltitel                        | Erstausstrahlung USA | Deutschsprachige Erstausstrahlung (D) | Regie            | Drehbuch                                                   |
| --- | --------- | -------------------------------------- | ------------------------------------ | -------------------- | ------------------------------------- | ---------------- | ---------------------------------------------------------- |
| 151 | 1         | Das Gesicht im Sand (1)                | Image In The Sand (1)                | 26. Sep. 1998        | 4. Sep. 1999                          | Les Landau       | Ira Steven Behr, Hans Beimler                              |
| Sisko hat sich auf die Erde in das Restaurant seines Vaters zurückgezogen und erlebt eine Vision, durch die er zu der Erkenntnis gelangt, dass er der Abgesandte der Propheten ist und dass sie es waren, die einst seine Geburt veranlassten. Daraufhin macht er sich auf die Suche nach dem Drehkörper des Abgesandten, der ihm den Kontakt zu den Propheten, die mitsamt dem Wurmloch verschwunden sind, ermöglicht. Währenddessen errichten die neuen romulanischen Verbündeten auf einem bajoranischen Mond ein Waffenlager. |           |                                        |                                      |                      |                                       |                  |                                                            |
| 152 | 2         | Schatten und Symbole (2)               | Shadows And Symbols (2)              | 3. Okt. 1998         | 11. Sep. 1999                         | Allan Kroeker    | Ira Steven Behr, Hans Beimler                              |
| Nachdem er den Drehkörper geöffnet hat, vertreiben die Propheten den Pah-Geist aus dem Wurmloch und öffnen dessen Eingang wieder. Da es gegen die Souveränitätsrechte Bajors verstößt, veranlasst Kira, ein Gefecht riskierend, eine Blockade des Versorgungsweges zu dem Mond. |           |                                        |                                      |                      |                                       |                  |                                                            |
| 153 | 3         | Nachempfindung                         | Afterimage                           | 10. Okt. 1998        | 18. Sep. 1999                         | Les Landau       | René Echevarria                                            |
| Ezri Dax, neu auf der Station eingetroffen, hat zunächst Anpassungsschwierigkeiten sowohl in ihrer Rolle als Counselor als auch als Vertraute Worfs. |           |                                        |                                      |                      |                                       |                  |                                                            |
| 154 | 4         | Wettkampf in der Holosuite             | Take Me Out To The Holosuite         | 17. Okt. 1998        | 25. Sep. 1999                         | Chip Chalmers    | Ronald D. Moore                                            |
| Der vulkanische Sternenflottencaptain Solok fordert Sisko und seine Crew zu einem Baseball-Wettkampf in der Holosuite heraus. |           |                                        |                                      |                      |                                       |                  |                                                            |
| 155 | 5         | Sarina                                 | Chrysalis                            | 24. Okt. 1998        | 2. Okt. 1999                          | Jonathan West    | René Echevarria                                            |
| Bashir hilft der autistischen, genetisch aufgewerteten Sarina dabei, die Fähigkeit zu Sprechen zurückzugewinnen. |           |                                        |                                      |                      |                                       |                  |                                                            |
| 156 | 6         | Verrat, Glaube und gewaltiger Fluss    | Treachery, Faith And The Great River | 31. Okt. 1998        | 9. Okt. 1999                          | Steve Posey      | David Weddle, Bradley Thompson; Idee: Philip Kim           |
| Als ein Klon des Vortas Weyoun zur Föderation überlaufen möchte, erfährt Odo von ihm, dass die Gründer an einer Krankheit leiden, die ihre Körper degenerieren lässt. |           |                                        |                                      |                      |                                       |                  |                                                            |
| 157 | 7         | Der Dahar-Meister                      | Once More Unto The Breach            | 7. Nov. 1998         | 16. Okt. 1999                         | Allan Kroeker    | Ronald D. Moore                                            |
| Damit er ehrenvoll sterben kann, möchte der gealterte Klingone Kor das Kommando über ein Raumschiff erhalten, stößt mit diesem Wunsch aber bei Martok zunächst auf Widerstand und erhält schließlich Unterstützung durch Worf. |           |                                        |                                      |                      |                                       |                  |                                                            |
| 158 | 8         | Die Belagerung von AR-558              | The Siege Of AR-558                  | 14. Nov. 1998        | 23. Okt. 1999                         | Winrich Kolbe    | Ira Steven Behr, Hans Beimler                              |
| Der Krieg fordert weiterhin Tausende Opfer auf Seiten der Föderation. Bei der Verteidigung einer Kommunikationsanlage des Dominion durch die Sternenflotte werden zahlreiche Sternenflottenangehörige verletzt oder getötet, Nog wird angeschossen und schwer verletzt. |           |                                        |                                      |                      |                                       |                  |                                                            |
| 159 | 9         | Entscheidung auf Empok Nor             | Covenant                             | 21. Nov. 1998        | 30. Okt. 1999                         | John Kretchmer   | René Echevarria                                            |
| Kira erfährt, dass sich Dukat zum Führer einer bajoranischen Sekte aufgeschwungen hat, die die Pah-Geister als die wahren Götter Bajors verehrt. Als die Sektenmitglieder aber – auch durch die Ermittlungen Kiras – erfahren, dass sie von Dukat betrogen wurden, flieht dieser. |           |                                        |                                      |                      |                                       |                  |                                                            |
| 160 | 10        | Leben in der Holosuite                 | It's Only a Paper Moon               | 26. Dez. 1998        | 6. Nov. 1999                          | Anson Williams   | Ronald D. Moore, Idee: David Alan Mack, John J. Ordover    |
| Durch den Verlust seines Beines traumatisiert, zieht sich Nog in das Holosuite-Programm zurück, das den Sänger Vic Fontaine beinhaltet. |           |                                        |                                      |                      |                                       |                  |                                                            |
| 161 | 11        | Die verlorene Tochter                  | Prodigal Daughter                    | 2. Jan. 1999         | 13. Nov. 1999                         | Victor Lobl      | David Weddle, Bradley Thompson                             |
| Als sie ihre Familie auf dem Planeten New Sidney besucht, erfährt Ezri Dax, dass Mitglieder ihrer Familie in Aktivitäten des verbrecherischen Orion-Syndikats verwickelt sind. |           |                                        |                                      |                      |                                       |                  |                                                            |
| 162 | 12        | Die Tarnvorrichtung                    | The Emperor's New Cloak              | 30. Jan. 1999        | 20. Nov. 1999                         | LeVar Burton     | Ira Steven Behr, Hans Beimler                              |
| Nachdem der Große Nagus Zek in das Spiegeluniversum entführt wurde und dort exekutiert werden soll, beamen sich Quark und Rom in die Parallelwelt, um Zek gegen eine Tarnvorrichtung einzutauschen, die die Allianz benötigt. |           |                                        |                                      |                      |                                       |                  |                                                            |
| 163 | 13        | Freies Schussfeld                      | Field Of Fire                        | 6. Feb. 1999         | 27. Nov. 1999                         | Tony Dow         | Robert Hewitt Wolfe                                        |
| Ezri Dax erhält vom Bewusstsein einer ihrer früheren Wirte Unterstützung bei der Suche nach einem Mörder, der unter Verwendung einer experimentellen Waffe sein Unwesen auf der Station treibt. |           |                                        |                                      |                      |                                       |                  |                                                            |
| 164 | 14        | Hirngespinst                           | Chimera                              | 13. Feb. 1999        | 11. Dez. 1999                         | Steve Posey      | René Echevarria                                            |
| Odo begegnet während eines Shuttle-Fluges ein anderer Formwandler, der einst ebenso wie Odo zur Erforschung der Galaxis ausgesetzt wurde und nun von Odo mehr über sein Volk erfährt. |           |                                        |                                      |                      |                                       |                  |                                                            |
| 165 | 15        | Badda-Bing, Badda-Bang                 | Badda-Bing, Badda-Bang               | 20. Feb. 1999        | 18. Dez. 1999                         | Mike Vejar       | Ira Steven Behr, Hans Beimler                              |
| Vic Fontaines holografischem Casino droht von Gangstern übernommen zu werden und dadurch käme es zu Fontaines Löschung aus dem Programmspeicher. Siskos und seine Offiziere müssen die Gangster besiegen, um ihn zu retten. |           |                                        |                                      |                      |                                       |                  |                                                            |
| 166 | 16        | Unter den Waffen schweigen die Gesetze | Inter Arma Enim Silent Leges         | 27. Feb. 1999        | 8. Jan. 2000                          | David Livingston | Ronald D. Moore                                            |
| Bashir lässt sich vorgeblich auf die Anfrage des Agenten Sloan von der Sektion 31 ein, die romulanische Regierung auszuspionieren, um so mehr über die Hintermänner der Sektion zu erfahren. |           |                                        |                                      |                      |                                       |                  |                                                            |
| 167 | 17        | Im Ungewissen                          | Penumbra                             | 3. Apr. 1999         | 22. Jan. 2000                         | Steve Posey      | René Echevarria                                            |
| 168 | 18        | Bis dass der Tod uns scheide           | ’Til Death Do Us Part                | 10. Apr. 1999        | 29. Jan. 2000                         | Winrich Kolbe    | Bradley Thompson, David Weddle                             |
| 169 | 19        | Eine sonderbare Kombination            | Strange Bedfellows                   | 17. Apr. 1999        | 5. Feb. 2000                          | René Auberjonois | Ronald D. Moore                                            |
| 170 | 20        | Im Angesicht des Bösen                 | The Changing Face Of Evil            | 24. Apr. 1999        | 12. Feb. 2000                         | Mike Vejar       | Ira Steven Behr, Hans Beimler                              |
| 171 | 21        | Ein Unglück kommt selten allein        | When It Rains…                       | 1. Mai 1999          | 19. Feb. 2000                         | Michael Dorn     | René Echevarria, Idee: René Echevarria, Spike Steingasser  |
| 172 | 22        | Kampf mit allen Mitteln                | Tacking Into The Wind                | 8. Mai 1999          | 26. Feb. 2000                         | Mike Vejar       | Ronald D. Moore                                            |
| 173 | 23        | Extreme Maßnahmen                      | Extreme Measures                     | 15. Mai 1999         | 4. März 2000                          | Steve Posey      | David Weddle, Bradley Thompson                             |
| 174 | 24        | In den Wirren des Krieges              | The Dogs Of War                      | 22. Mai 1999         | 11. März 2000                         | Avery Brooks     | René Echevarria, Ronald D. Moore; Idee: Peter Allan Fields |
| 175/176 | 25/26     | Das, was du zurücklässt                | What You Leave Behind                | 29. Mai 1999         | 18. Mär. 2000, 25. Mär. 2000          | Allan Kroeker    | Ira Steven Behr, Hans Beimler                              |
| Handlung der Episoden 7.17 bis 7.26 Sisko eröffnet Kassidy, dass er für ihre gemeinsame Zukunft auf Bajor ein Haus bauen möchte, und verlobt sich dabei mit ihr. Später heiratet er Kassidy, obwohl ihn die Propheten davon abzuhalten versuchen. Zudem erfährt er von Kassidy, dass sie schwanger ist. Das Dominion scheitert dabei, ein Heilmittel für die Krankheit der Formwandler herzustellen. Später findet Bashir heraus, dass Sektion 31 drei Jahre zuvor Odo mit der Krankheit infiziert hat, damit dieser die Krankheit an sein Volk überträgt. Odos Krankheitssymptome verschlimmern sich wegen des Formwandelns deutlich. Bashir und O’Brien beschließen, Vertreter der Sektion 31 nach DS9 zu locken, um Informationen über ein Mittel gegen die Krankheit zu gewinnen. Als Sloan von der Sektion 31 auf DS9 erscheint, dringen Bashir und O’Brien durch den Einsatz neurotechnologischer Apparate in Sloans Gedankenwelt ein. Dabei finden sie Informationen über die Zusammensetzung eines Gegenmittels für die Krankheit, Bashir gesteht O’Brien seine Liebe zu Ezrir Dax und Sloan stirbt. Nachdem Bashir das Gegenmittel hergestellt und Odo verabreicht hat, gesundet Odo umgehend. Sisko besteht darauf, dass das Heilmittel nicht an die Gründer gelangen darf. Gowron übernimmt von Martok die Funktion des Befehlshabers der klingonischen Streitkräfte, um seine Macht gegenüber Martok zu stärken. Als Gowron mit seinen riskanten Kampfstrategien die vereinten Kräfte der Klingonen und der Föderation zu schwächen droht, fordert ihn Worf zum Rücktritt von seinem Amt auf und tötet ihn im anschließenden Duell, infolgedessen Martok neuer klingonischer Herrscher wird. Der seinen Ruhestand planende Große Nagus Zek ernennt Rom zu seinem Amtsnachfolger. Ezri Dax findet bei ihrer eigenmächtigen Suchaktion den nach einem Raumschiffunglück zunächst verschollenen Worf. Bei ihrem Rückflug werden sie jedoch durch die Breen gefangengenommen. Als Folge von Folterungen durch die Breen gesteht Dax gegenüber Worf unbewusst, Bashir zu lieben. Anschließend sind sie Zeuge des Entstehens einer Allianz zwischen dem Dominion und den Breen. Der cardassianische Herrscher Damar bringt wiederholt seinen Missmut über die Dominion-Breen-Allianz zum Ausdruck, da die Allianz ohne sein Wissen abgeschlossen wurde und Weyouns Aufmerksamkeit vielmehr den Breen als den jüngst im Krieg gefallenen Cardassianern gilt. Besorgt um die cardassianische Eigenständigkeit, verhilft Damar Worf und Dax zur Flucht von Cardassia und gibt ihnen mit auf den Weg, fortan Alliierter der Föderation zu sein. Kurz darauf greifen die Breen das Sternenflottenhauptquartier auf der Erde an. Mit ihrer Hilfe erobert das Dominion auch das Chin’toka-System von der Föderation zurück. Dabei zerstören die Breen mit ihrer Energiedämpfungswaffe auch die Defiant, deren aus Siskos Offizieren bestehende Mannschaft sich zuvor retten konnte. Damar hat unterdessen eine cardassianische Widerstandsbewegung gegründet mit dem Ziel, Cardassia von der Herrschaft des Dominion zu befreien. Auf Siskos Geheiß hin helfen Kira, Odo und Garak dabei, Damar beim Aufbau des Widerstands zu unterstützen. Die Sternenflotte findet heraus, dass der Energiedämpfungswaffe der Breen nur klingonische Schiffe gewappnet sind. Der Widerstandsbewegung gelingt es, ein mit der Breen-Energiedämpfungswaffe ausgerüstetes Jem’Hadar-Raumschiff aus dem Dominion-Territorium zu entführen. Wenig später erhält Sisko das Kommando über die zur Defiant baugleichen USS Sao Paulo, die er sogleich in Defiant umbenennen darf. Nachdem die Widerstandsbewegung durch Angriffe des Dominion weitgehend zusammengebrochen ist, gelingt es Damar mit der Hilfe von Kira und Garak, sich zum Anführer einer geplanten Revolution aufzuschwingen, durch die er Cardassia vom Dominion befreien möchte. Zum endgültigen Erlangen der Herrschaft über den Alpha-Quadranten ändert die Dominion-Führung ihre Strategie, indem sie ihre Raumschiffe sich zunächst auf ihr eigenes Territorium zurückziehen lässt. Als Reaktion darauf planen Föderation, Romulaner und Klingonen einen groß angelegten Angriff auf das Dominion. Der Angriff, an dem auch die von Sisko befehligte Defiant teilnimmt, auf die Stellungen des Dominion rund um Cardassia Prime bringt ihnen zunächst schwere Verluste. Ausgelöst durch den von Damar eingeleiteten cardassianischen Volksaufstand beginnen sich dabei jedoch cardassianische Raumschiffe aus der Dominion-Flotte zu lösen und sich auf die Seite der Föderation zu schlagen. Als Reaktion darauf lässt die durch ihre Krankheit geschwächte Gründerin einen Genozid an den Cardassianern beginnen und Millionen von ihnen töten. Während er und seine Begleiter die Kommandozentrale des Dominion stürmen, wird Damar durch Jem’Hadar erschossen und der letzte Weyoun-Klon durch Garak exekutiert. Indem er sich mit ihr verbindet und sie von ihrer Krankheit heilt, überzeugt Odo die Gründerin davon, das Dominion kapitulieren zu lassen. Sich in einem Konferenzsaal auf DS9 gegenüberstehend, unterzeichnen die Gründerin und Vertreter von Föderation, Romulanern, Klingonen und Breen ein gemeinsames Friedensabkommen, durch den der Dominion-Krieg, der etwa 800 Millionen Tote forderte, beendet wird. Manche von Siskos Führungsoffizieren beginnen damit, die Station zu verlassen und neue Verantwortlichkeiten wahrzunehmen. Dukat lässt sich chirurgisch in einen Bajoraner namens Anjohl Tenan verwandeln. In dieser Gestalt befindlich, erweckt er das Aufsehen von Kai Winn, die in Anjohls Besuch die Wahrwerdung einer Ankündigung der Propheten zu verstehen glaubt, der entsprechend sie beide dazu bestimmt seien, Bajor in eine Zeit der Erneuerung zu führen. Dukats alias Anjohls Ansinnen, Winn zur Abkehr vom Glauben an die Propheten und hin zum Glauben an die Pah-Geister zu bewegen, gelingt ihm, als Winn einsieht, dass sie nur so ihre Macht erhalten kann. Später findet Kai Winns Diener Solbor heraus, dass Anjohl in Wirklichkeit Gul Dukat ist und erzählt es Kai Winn, die, völlig schockiert über diese Mitteilung, im Affekt Solbor ermordet. Winn und Dukat beginnen schließlich damit, die Pah-Geister aus einem Höhlensystem auf Bajor zu befreien, in dem diese seit langer Zeit gefangengehalten werden. Dabei tötet Dukat Winn. Um die Pah-Geister in der Höhle gefangen zu halten, stürzt sich Sisko, Dukat mit sich reißend, in einen Abgrund. Im Himmelstempel erfährt Sisko von den Propheten, dass er noch viele ihrer Aufgaben zu erfüllen hat. |           |                                        |                                      |                      |                                       |                  |                                                            |

## Kritiken
| | |
| “With its large ensemble cast, DS9 could have gone on perfectly well without a replacement for Jadzia. Instead, we get a „replacement Dax“ who turns out to be, hands down, the least interesting and most annoying character DS9 has been stuck with. […] too much attention is given to the soap-opera plot of „who is Ezri in love with?“ […] DS9 admittedly doesn't stretch as far as it could have in Season 7. The conflict between the Pa Wraiths and the Prophets is a missed opportunity: by painting the Wraiths as evil even when the plot would have benefited from more ambiguity, DS9 opts to not explore some potentially compelling religious issues. How do we know that the Prophets are the ‘good guys’? […] But this is an avenue that remains mostly unexplored, and even the character of Kai Winn, who has been a complex figure throughout the series, is pushed in a more simplistic direction. On the other hand, the story thread of the Pa Wraiths draws in the character of Dukat, who becomes an even more interesting and three-dimensional character... as does Damar, […]. […] Season 7 isn't quite as strong as the exceptional Season 6, but even with some weaker episodes, it wraps up the DS9 saga with style.” – Holly E. Ordway: DVD talk | „Mit seiner großen Ensemble-Besetzung hätte DS9 ausgezeichnet ohne Ersatz für Jadzia weitergehen können. Stattdessen erhalten wir eine Ersatz-Dax, die sich als zweifellos uninteressanteste und lästigste Figur in DS9 herausstellt. Zu viel Aufmerksamkeit wird der Seifenopernhandlung gewidmet, in wen Ezri verliebt ist. DS9 allerdings streckt sich nicht so weit, wie es in der siebten Staffel möglich gewesen wäre. Der Konflikt zwischen den Pah-Geistern und den Propheten ist eine verpasste Gelegenheit: Dadurch, dass die Geister als Böse gezeichnet werden sogar dann, wenn die Handlung von mehr Ambiguität profitiert hätte, verpasst es DS9, einige potentiell aufregende religiöse Probleme zu thematisieren. Wodurch wissen wir, dass die Propheten die ‚guten Jungs‘ sind? Aber das ist ein Weg, der weitgehend unerforscht bleibt, und sogar die Figur Kai Winn, die im Serienverlauf eine komplexe Figur war, wird in eine einfachere Richtung entwickelt. Auf der anderen Seite befasst sich der Pah-Geister-Handlungsfaden mit der Figur Dukat, der eine noch interessantere und dreidimensionale Figur wird, ebenso wie mit Damar. Staffel 7 ist nicht so stark wie die herausragende Staffel 6, aber auch mit ein paar schwächeren Episoden beendet sie die DS9-Saga mit Stil.“ |

„Richtig düster wird es in ‚Die Belagerung von AR-558‘, […]. Das lobenswerte Bestreben der DS9-Macher, in ihrer epochalen Storyline auch die schrecklichen Seiten des Krieges nicht zu vergessen, findet hier seinen Höhepunkt in der Schilderung des dreckigen, dunklen und hoffnungslosen Daseins an der Frontlinie. […] Die […] Episode ‚Unter den Waffen schweigen die Gesetze‘ […] stellte die letzten Weichen für den gigantischen Showdown, […] – das letzte große Wagnis von ‚Deep Space Nine‘, und auch dieses gelang phänomenal. Innerhalb dieses Abschlusses noch qualitative Unterschiede zu suchen wäre Haarspalterei, denn was sich hier über eine Gesamtlaufzeit von mehr als sieben Stunden entfaltet, ist in seiner hochspannenden und kongenialen Zusammenführung von so ziemlich allen Handlungsfäden, die ‚Deep Space Nine‘ ausgemacht haben, der schlichtweg atemberaubende Höhepunkt der bisherigen Trek-Geschichte. Ein ganz sicher mehr als würdiges Ende für eine der wohl besten Fernsehserien, die es je zu sehen gab. […] Ezri brachte für die letzte Staffel eine angenehme Frische in das routiniert laufende Charakter-Szenario und konnte der Serie zum Ende noch einmal ein wenig zusätzlichen Schwung geben.“

| | |
| “The transition from one Dax to the other was handled with remarkable aplomb by the writers. They took several episodes to smoothly integrate the character into the fold, keeping her the same yet different from Jadzia. […] But, on the flipside, the time devoted to the new Jadzia, most notably in ‘Prodigal Daughter,’ slows down the momentum in resolving all of the other threads, […]. […] It wasn't until we get to ‘Inter Arma Enim Silent Leges’ that the writers realized that they were running out of time. The stories had to begin to resolve all the plots. […] so much had to happen in so little time. Because of that, the episodes didn't gel like they had in the past. The quality of the writing fell at the expense of resolving the series.” – Erik Profancik, DVD Verdict | „Der Übergang von einer Dax zur anderen wurde von den Autoren mit bemerkenswerter Gelassenheit behandelt. Sie verwendeten einige Episoden, um die Figur sanft in die Gruppe zu integrieren, wobei sie sie wie Jadzia, aber dennoch unterschiedlich behielten. Aber auf der anderen Seite bremst die Zeit, die der neuen Jadzia vor allem in ‚Die verlorene Tochter‘ gewidmet wird, den Schwung all der anderen Handlungsstränge. Erst mit ‚Unter den Waffen schweigen die Gesetze‘ realisierten die Autoren, dass sie in Zeitnot gerieten. Die Geschichten mussten damit beginnen, all die offenen Handlungsfäden aufzulösen. So viel musste in so kurzer Zeit passieren. Deswegen nahmen diese Episoden keine solche Gestalt an wie in der Vergangenheit. Die Qualität der Drehbücher ging auf Kosten des Serienabschlusses.“ |

## Auszeichnungen
- ASCAP Awards 1998: Beste Fernsehserie
- Primetime-Emmy-Verleihung 1999, nominiert:
  - Beste Frisur für eine Serie: Badda-Bing, Badda-Bang
  - Beste künstlerische Leitung für eine Serie: Die verlorene Tochter
  - Beste Spezialeffekte für eine Serie: Das, was du zurücklässt
  - Bestes Make-up für eine Serie: In den Wirren des Krieges
- Saturn-Award-Verleihung 1999, nominiert: Beste syndizierte Genre-Fernsehserie
- Satellite Awards 2004, nominiert: Beste DVD-Veröffentlichung (Fernsehserien)

## Fortsetzung
Die Fernsehserie Deep Space Nine wird in literarischer Form fortgesetzt, hauptsächlich in Romanform. Die ersten Romane schließen zeitlich an das Ende der Handlung der siebten Staffel an.